# Бермуди на Светском првенству у атлетици на отвореном 2009.
[[[Датотека:Berlin 2009.jpg|120п|лево]]
Бермуди су учествовали на Светском првенству у атлетици на отвореном 2009. одржаном у Берлину од 15-23. августа. Репрезентацију Бермуда представљао је један атлетичар који се такмичио у дисциплини скока удаљ.
На овом првенству Бермуди нису освојили ниједну медаљу.

## Учесници
Мушкарци:
- Тајрон Смит — Скок удаљ

## Резултати

### Мушкарци
| Атлетичар   | Дисциплина | Лични рекорд | Квалификације | Квалификације | Полуфинале | Полуфинале | Финале               | Финале       | Детаљи |
| Атлетичар   | Дисциплина | Лични рекорд | Резултат      | Место         | Резултат   | Место      | Резултат             | Место        | Детаљи |
| ----------- | ---------- | ------------ | ------------- | ------------- | ---------- | ---------- | -------------------- | ------------ | ------ |
| Тајрон Смит | скок удаљ  | 8,03         | 7,72          | 17. у гр. Б   |            |            | Није се квалификовао | 31 / 42 (45) |        |